# Невель (Німеччина)
Невель (нім. Newel) — громада в Німеччині, розташована в землі Рейнланд-Пфальц. Входить до складу району Трір-Саарбург. Складова частина об'єднання громад Трір-Ланд.
Площа — 16,65 км2. Населення становить 2752 ос. (станом на 31 грудня 2020).

## Галерея

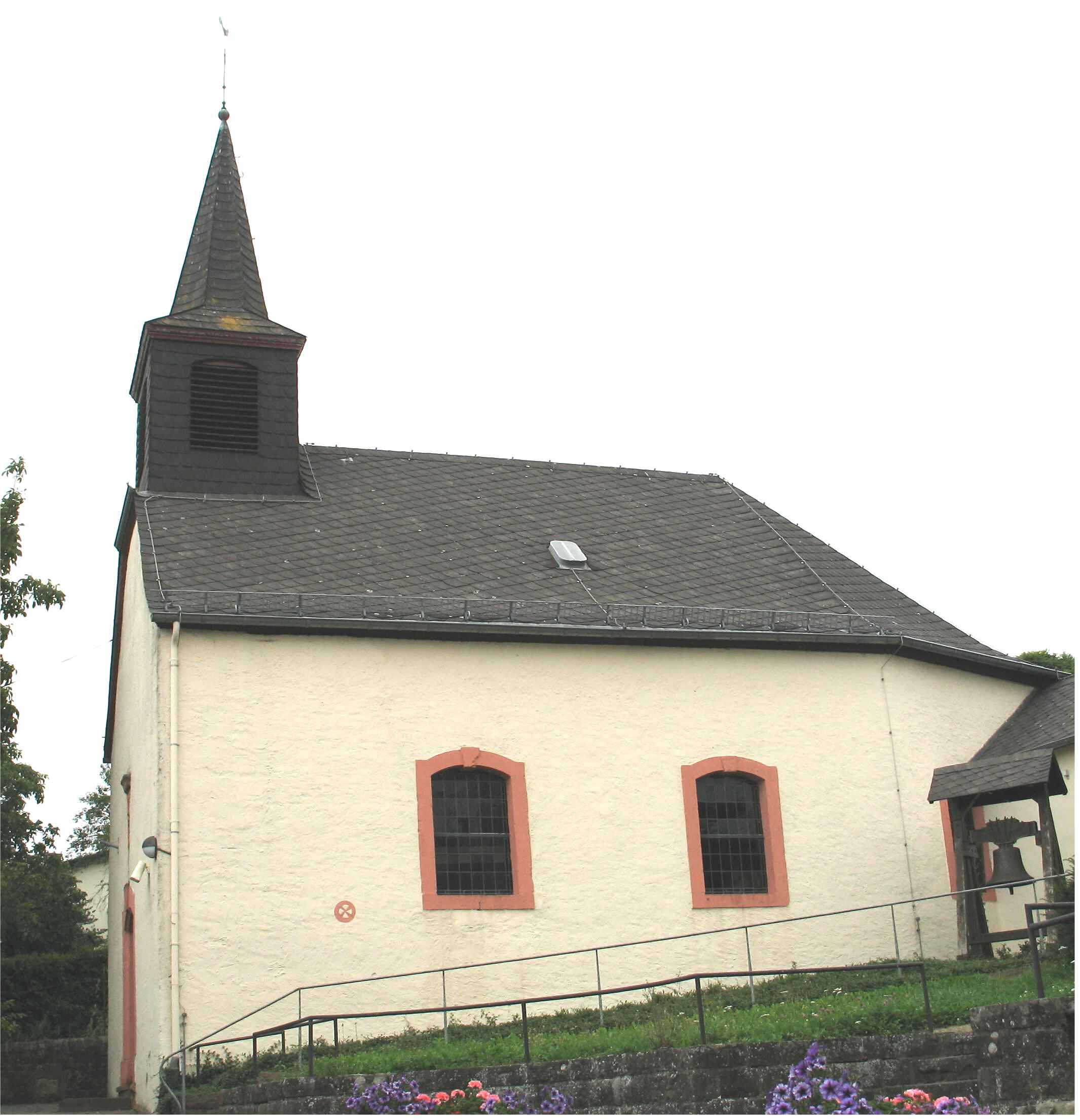
links